# Welcome to Me
Pour plus de détails, voir Fiche technique et Distribution.
Welcome to Me est une comédie dramatique américaine de 2014 réalisée par Shira Piven (en), sortie en salles le 1er mai 2015 aux États-Unis, huit mois après sa présentation au Festival de Toronto.

## Fiche technique
- Titre original : Welcome to Me
- Réalisation : Shira Piven (en)
- Scénario : Eliot Lawrence
- Direction artistique : Andres Cubillan
- Décors : Clayton Hartley
- Costumes : Susan Matheson (en)
- Photographie : Eric Alan Edwards
- Son : Steve Neal
- Montage : Josh Salzberg et Kevin Tent
- Musique : David Robbins
- Production : Aaron L. Gilbert, Adam McKay, Jessica Elbaum (en), Kristen Wiig, Marina Grasic, Will Ferrell et Burton Ritchie
- Société(s) de production : Bron Studios et Gary Sanchez Productions
- Société(s) de distribution :
- Pays d’origine :  États-Unis
- Langue originale : anglais
- Format : couleur
- Genre : comédie dramatique
- Durée : 88 minutes
- Dates de sortie : 
  - Canada : 5 septembre 2014 (Festival de Toronto)
  - États-Unis : 1er mai 2015

## Distribution
- Kristen Wiig : Alice Klieg
- James Marsden : Rich
- Linda Cardellini : Gina
- Wes Bentley : Gabe Ruskin

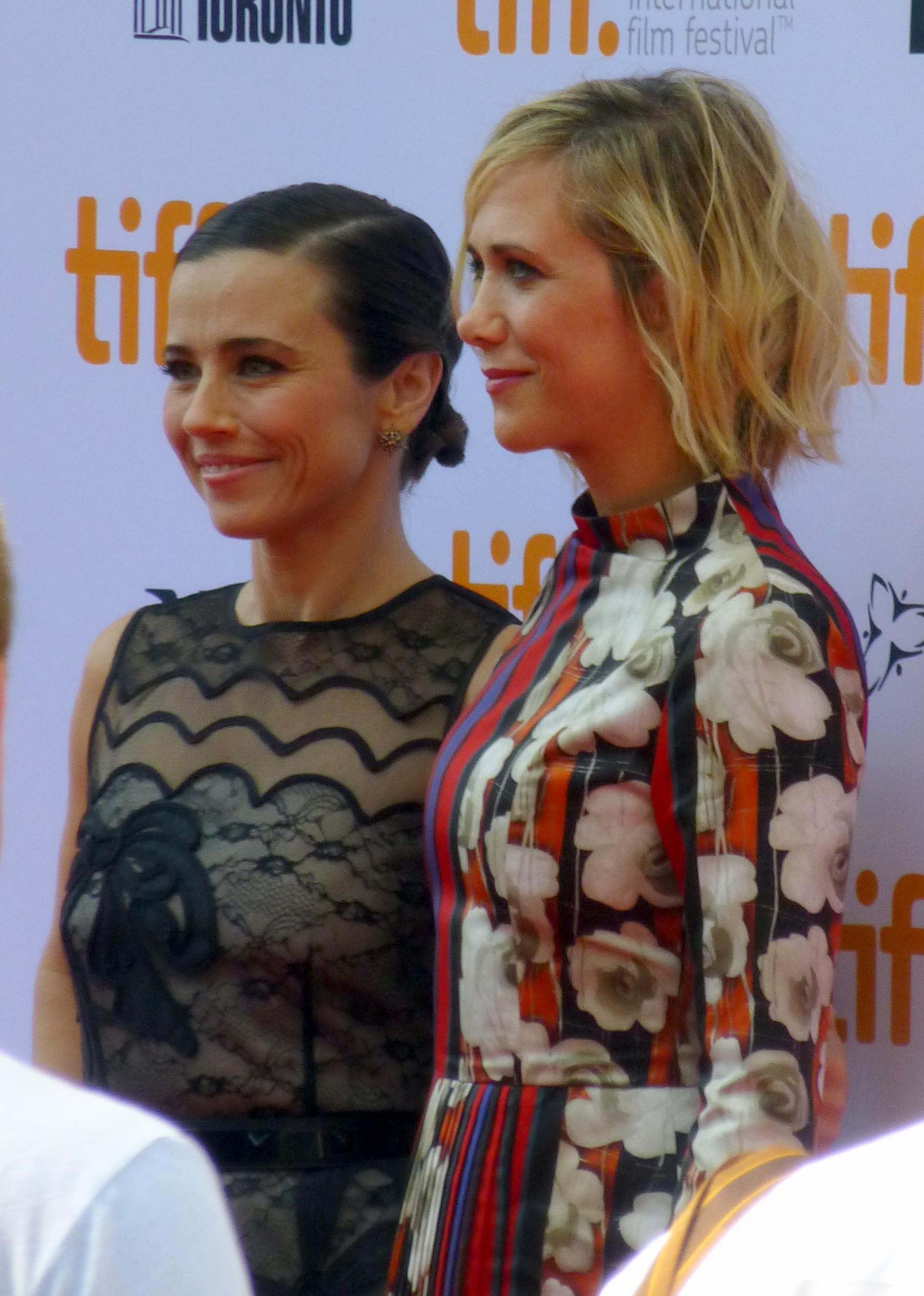
Linda Cardellini et Kristen Wiig pour la première du film au Festival international du film de Toronto 2014.

- Jennifer Jason Leigh : Deb Moseley
- Alan Tudyk : Ted Thurber
- Loretta Devine : Barb
- Tim Robbins : Dr. Moffat
- Joan Cusack : Dawn Hurley
- Thomas Mann : Rainer

## Production

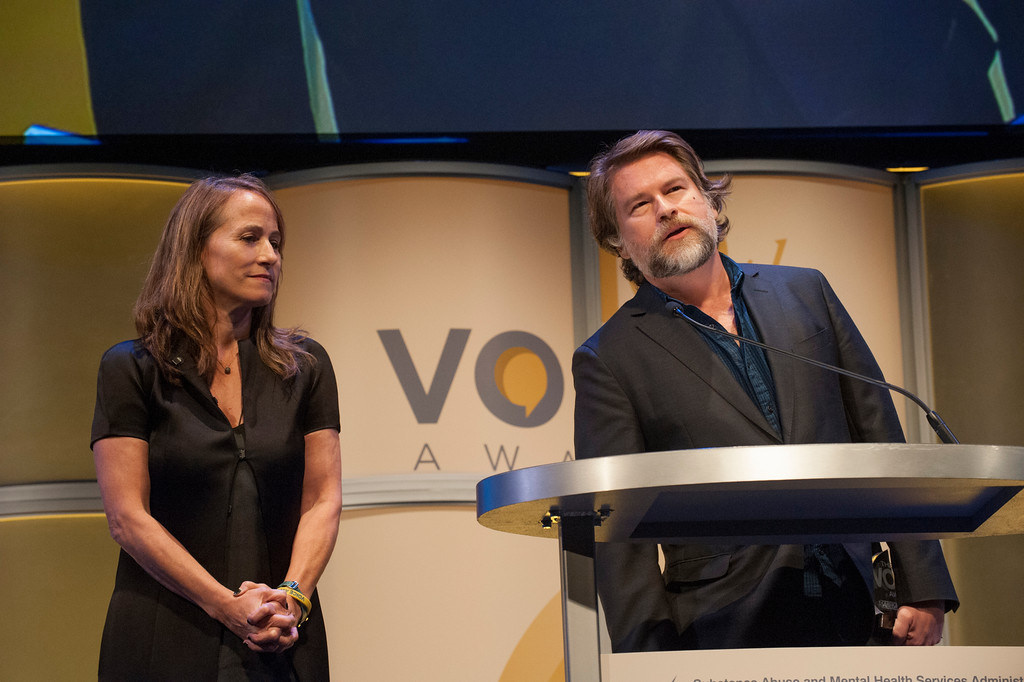
Eliot Laurence, scénariste du film, est rejoint par la réalisatrice Shira Piven sur scène en 2015.

Le 20 mars 2013, Kristen Wiig était en pourparlers pour rejoindre la distribution du film et reformer l'équipe de Anchorman 2: The Legend Continues avec Will Ferrell et Adam McKay, qui ont produit le film. Le 21 mai 2013, il a été annoncé que Wiig avait signé pour jouer dans le film,. Le 16 juillet 2013, d'autres acteurs ont été ajoutés à la distribution, dont Linda Cardellini, Tim Robbins et Jennifer Jason Leigh. Le 29 juillet 2013, quatre autres acteurs ont été ajoutés à la distribution : Wes Bentley, James Marsden, Joan Cusack et Alan Tudyk. Le 3 décembre 2014, Millennium Entertainment a acquis les droits de distribution américains du film.
La photographie principale a commencé en juillet 2013 à Los Angeles et a été principalement tournée dans la région du Grand Los Angeles. Le film a été tourné à Indio, en Californie, où une scène a été filmée à l'hôtel Fantasy Springs Resort Casino. L'équipe a également tourné des scènes dans l'Inland Empire, à Banning, Beaumont et Cabazon. Le 14 août, le tournage a eu lieu à Palm Springs.

## Distinctions

### Nominations
- Gotham Awards 2015 : meilleure actrice pour Kristen Wiig

## Réception
Sur Rotten Tomatoes, le film a obtenu un taux d'approbation de 74 %, basé sur 108 critiques, avec une note de 6,46/10. Le consensus critique du site déclare : "Une performance centrale transfixante de Kristen Wiig maintient Welcome to Me ensemble et compense ses passages inégaux." Sur Metacritic, le film a un score de 69 sur 100, basé sur 29 critiques, indiquant des "critiques généralement favorables".
Dans sa critique pour le New York Times, A.O. Scott écrit que "Tour à tour touchant, amusant et véritablement perturbant, [Welcome to Me] défie les attentes et les catégorisations faciles, en abandonnant les rires évidents et les retombées émotionnelles bon marché au profit de quelque chose de bien plus étrange et intéressant."